# White Haven, Pennsylvania
White Haven là một thị trấn thuộc quận Luzerne, tiểu bang Pennsylvania, Hoa Kỳ. Năm 2010, dân số của thị trấn này là 1097 người.